# Argentinské meziříčí

Meziříčí na mapě Argentiny

Argentinské meziříčí (španělsky Mesopotamia argentina) je geografický region v severovýchodní části Argentiny, vymezený řekami Paraná na západě a Uruguay na východě. Zahrnuje provincie Misiones, Corrientes a Entre Ríos, má rozlohu 196 781 km² a žije v něm okolo tří a půl miliónu obyvatel. Největším městem je Corrientes.
Používá se také označení Litoral argentino pro území zahrnující Argentinské meziříčí a sousední provincie Santa Fe, Chaco a Formosa.

## Přírodní poměry
Název, odkazující na antickou Mezopotámii, použil jako první okolo roku 1860 francouzský cestovatel Victor Martin de Moussy. Obě oblasti totiž tvoří úrodná nížina sevřená velkými souběžně tekoucími řekami. Argentinské meziříčí má vlhké subtropické podnebí, s průměrnými ročními srážkami mezi 1500 a 2000 mm a průměrnými ročními teplotami mezi 17 a 22 °C. Nejvyšším bodem je Cerro Rincón blízko brazilské hranice s nadmořskou výškou 843 m. Na území Meziříčí se nacházejí vodopády Iguaçu a Moconá i rozsáhlá bažinatá oblast Esteros del Iberá. Region se vyznačuje značnou mírou biologické diverzity, vyskytují se zde dva tisíce druhů rostlin a přes čtyři stovky ptačích druhů. Typickými živočichy jsou kapybara, pekari páskovaný, jelenec bahenní, kočka slaništní, kajman šíronosý, harpyje pralesní, kamišovití a další.

## Ekonomika
Severní část je lesnatá, těží se v ní dřevo stromů jako blahočet a kebračo. Nedaleko města Colón se nachází národní park El Palmar, kde rostou palmy Butia yatay. Jižní část je díky úrodné vertisolové půdě a příhodnému klimatu zemědělskou oblastí, kde se pěstuje pšenice setá, kukuřice setá, rýže setá, tabák virginský, sója luštinatá, cesmína paraguayská, citrusy a len setý. Významné je také pastevectví dobytka, koní a ovcí. Chová se drůbež a v řekách se loví ryby, především kujaba brazilská. K výrobě elektrické energie slouží přehrada Yacyretá na hranici s Paraguayí. Jihovýchodní cíp oblasti na soutoku řek Paraná a Uruguay sousedí s aglomerací hlavního města Buenos Aires, souostroví Islas del Ibicuy v deltě řeky Paraná je pro zachovanou přírodu vyhledávaným turistickým cílem.

## Obyvatelstvo
Původními obyvateli byli Charrúové a Kaingangové, roku 1541 objevil Álvar Núñez Cabeza de Vaca vodopády Iguaçu. Od 17. století vznikaly v pralesích jezuitské redukce, které daly název moderní provincii Misiones. V roce 1820 vyhlásil generál Francisco Ramírez v oblasti krátce existující Republiku Entre Ríos. Ještě v 19. století bylo Meziříčí řídce osídlenou oblastí a státní hranice v jeho severní části stanovila teprve paraguayská válka. Od konce 19. století začal příliv evropských přistěhovalců (Italové, Španělé, Němci, Rusové, Češi), které lákala levná půda. V oblasti se vedle španělštiny používá guaranština, případně pidžin vzniklý smíšením obou jazyků. Vyhlášený je místní folklór, reprezentovaný hudebním stylem chamamé a velkými karnevaly v Corrientes a Gualeguaychú.